# Mapa del tesoro

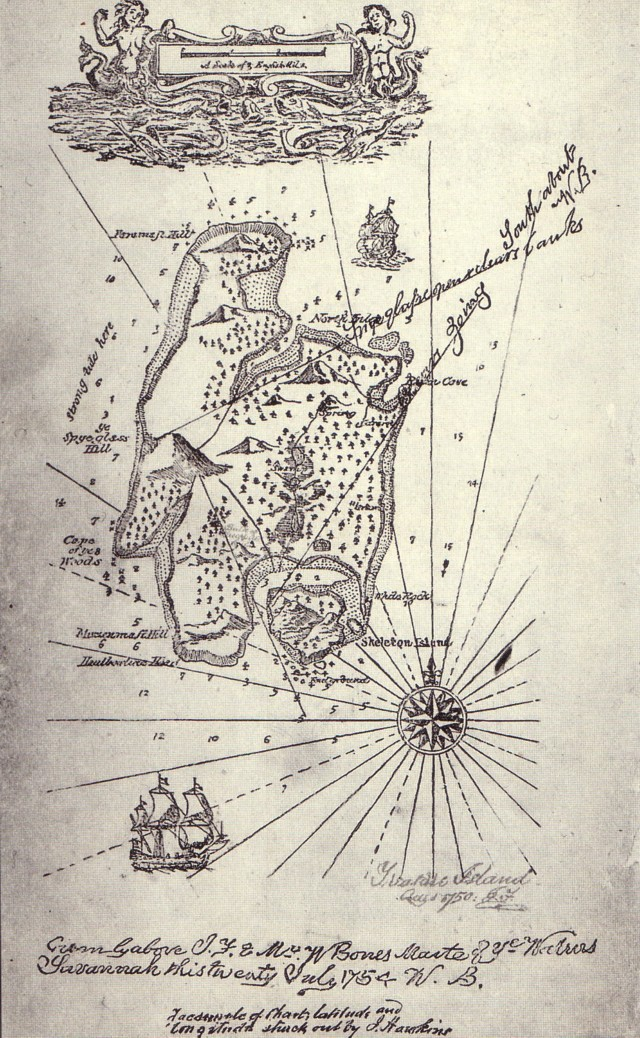
Mapa creado por Robert Louis Stevenson para La isla del tesoro

Un mapa del tesoro es un mapa que marca la ubicación exacta de un tesoro enterrado, una mina perdida, de un secreto valioso o de un lugar oculto. En la ficción, los "mapas del tesoro pirata" son más comunes que en la realidad. Estos mapas suelen ser representados como dibujos hechos a mano que contienen pistas enigmáticas que los personajes deben seguir. Sin importar el uso literario del término, cualquier cosa que se ajuste a la definición amplia de "mapa" que indique la ubicación de un "tesoro" podría ser llamada "mapa del tesoro".

## Historia

### Rollo de Cobre
Uno de los primeros ejemplos conocidos de un documento que detalla un tesoro enterrado es el Rollo de Cobre, descubierto entre los Manuscritos del Mar Muerto cerca de Qumrán (en la actual Palestina) en 1952. Se cree que este manuscrito fue escrito entre el 50 y el 100 d. C. y contiene una lista de 63 ubicaciones con instrucciones precisas que señalan tesoros ocultos de oro y plata. A continuación, se presenta una traducción de las primeras líneas del Rollo de Cobre: 
1:1 En la ruina que está en el valle de Acor, debajo de
las gradas del oriente,
1:2 había un cofre de plata de cuarenta codos con sus utensilios,

1:3 cuyo peso era de diecisiete talentos.
Hasta ahora, no se ha descubierto ninguno de los objetos mencionados en el pergamino. Los investigadores siguen divididos sobre si el Rollo de Cobre describe entierros reales y, de ser así, sobre las dimensiones exactas y los propietarios de los tesoros.

### Piratas
Aunque el concepto de tesoro pirata enterrado es un tema popular en la literatura, hay muy pocos casos documentados de piratas que realmente hayan enterrado tesoros. Además, no existe ningún caso documentado de un mapa histórico de tesoro pirata.
Un caso documentado de tesoro enterrado involucró al corsario inglés Francis Drake, quien escondió oro y plata de los españoles tras asaltar el convoy Nombre de Dios. Después de ir a buscar sus barcos, Drake regresó seis horas más tarde, recuperó el botín y navegó hacia Inglaterra. Sin embargo no existe registro de que Drake crease un mapa.
Otro caso documentado de un tesoro pirata ocurrió en 1720 e involucró al capitán británico Stratton del Prince Eugene. Después de supuestamente comerciar ron con piratas en el Caribe, Stratton enterró su oro cerca de la desembocadura de la bahía de Chesapeake, en los actuales Estados Unidos. Uno de sus tripulantes, Morgan Miles, lo entregó a las autoridades y se supone que se recuperó el botín. En cualquier caso, el capitán Stratton no era un pirata y no hizo ningún mapa.
El pirata responsable de las leyendas del tesoro pirata enterrado fue el capitán pirata escocés William Kidd. Se cuenta que Kidd enterró su tesoro después de saquear el barco mercante Quedah Merchant, en la isla Gardiner, cerca de Long Island, Nueva York. Esto ocurrió antes de ser capturado y llevado de vuelta a Inglaterra, donde fue sometido a un juicio público y finalmente ejecutado. Aunque gran parte del tesoro de Kidd fue recuperado de manos de varias personas que lo habían tomado antes de que lo recuperacen las autoridades, como su esposa y otros personajes a quienes se lo había confiado, hubo tanto interés del público y fascinación con el caso que en ese momento creció la especulación sobre cuanto quedaba de la gran fortuna que Kidd había enterrado en secreto y que no había sido encontrada por las autoridades. El capitán Kidd enterró un pequeño tesoro en la isla Gardiner, en un lugar conocido como Cherry Tree Field; sin embargo, el gobernador Bellomont lo recuperó y lo envió a Inglaterra para usarlo como evidencia en su contra. A lo largo de los años, muchas personas han intentado encontrar los supuestos restos del tesoro de Kidd en la isla Gardiner y otros lugares, pero nunca se ha encontrado ninguno.
Muchas personas también han afirmado haber descubierto mapas y otras pistas que condujeran a un tesoro pirata, o afirman que los mapas históricos son en realidad mapas del tesoro. Estas afirmaciones no han sido respaldadas por los expertos. 

### El Dorado
En 1595, el explorador inglés Sir Walter Raleigh se propuso encontrar la legendaria ciudad de El Dorado.  Aunque la ciudad nunca fue encontrada, Raleigh escribió extensamente en su libro The Discovery of Guiana sobre su aventura en Sudamérica. En él, afirmó haber llegado muy cerca de "la gran ciudad dorada de Manoa", conocida por los españoles como 'El Dorado'.Aunque su narrativa era bastante fantástica (describía, por ejemplo, una tribu de personas sin cabeza), la reputación de Raleigh inspiraba tal respeto que otros cartógrafos aparentemente utilizaron su mapa como modelo. El cartógrafo Jodocus Hondius incluyó El Dorado en su mapa de Sudamérica de 1598, al igual que el editor holandés Theodore de Bry. La ciudad permaneció en los mapas de Sudamérica hasta 1808 y generó numerosas búsquedas infructuosas. 

## En la cultura popular
Los mapas del tesoro han aparecido en diversas formas en la literatura y el cine. Un ejemplo clásico es el mapa con una "X" que marca el lugar donde está enterrado el tesoro, popularizado por primera vez por Robert Louis Stevenson en su novela La isla del tesoro (1883). También se han presentado como rompecabezas enigmáticos, como en El escarabajo de oro de Edgar Allan Poe (1843), o incluso como tatuajes que conducen a un tesoro o al paraíso, como en Barba amarilla (1983) y Waterworld (1995). 

### Literatura
En la literatura, los mapas del tesoro como el de la novela Las minas del rey Salomón, de H. Rider Haggard, pueden servir para varios propósitos como recurso argumental:[cita requerida]
- Motivación, que provoca que los personajes inicien una misión.
- Exposición de la trama, explicando de forma concisa hacia dónde deben dirigirse los personajes en su búsqueda.
- Para ilustrar, en varios puntos de la historia, hasta qué punto ha progresado la búsqueda.
- Proporcionar desafíos u obstáculos a los personajes, como acertijos o rompecabezas.
- Para generar un conflicto en el que, por ejemplo, los malhechores intentan arrebatarle el mapa a los protagonistas.

Robert Louis Stevenson popularizó la idea del mapa del tesoro en su novela La isla del tesoro, pero no fue el primero en hacerlo. En 1849, el autor estadounidense James Fenimore Cooper escribió Los leones marinos, una novela que comienza con la muerte de un marinero que dejó atrás "dos mapas viejos, sucios y andrajosos". Estos mapas conducen a un paraíso de caza de focas en la Antártida y a un lugar en las Indias Occidentales donde los piratas enterraron un tesoro, una trama similar a la de Stevenson.

### Cine
El mapa del tesoro también sirve como un recurso argumental importante en el cine:
- En la película Romancing the Stone, de 1984, una escritora de novelas románticas viaja a Colombia para pedir rescate por su hermana secuestrada y pronto se encuentra en medio de una peligrosa aventura.
- En la película Los Goonies, de 1985, un antiguo mapa del tesoro conduce al escondite secreto de un legendario pirata del siglo XVII.
- En la comedia de 1994 El tesoro de Curly, un mapa del tesoro es elaborado por unos criminales.
- En la película Waterworld, de 1995, un mapa del tesoro extremadamente vago y críptico es tatuado en la espalda de una niña. Este mapa conduce a los personajes a tierra firme, que en el contexto de la película es un tesoro.
- En la comedia animada de 2000 El camino a El Dorado, los personajes principales ganan un mapa de la Ciudad Perdida del Oro. Descubren la ciudad, los confunden con dioses y luego ayudan a ocultar la ciudad del mundo exterior.
- En la película National Treasure, de 2004, el descubrimiento de un mapa del tesoro oculto inicia una búsqueda de un tesoro que data de la época colonial .
- En la película de 2007 National Treasure: Book of Secrets, el cazador de tesoros Benjamin Gates usa un viejo mapa para encontrar la ciudad perdida de Cíbola.